# Tang Yin

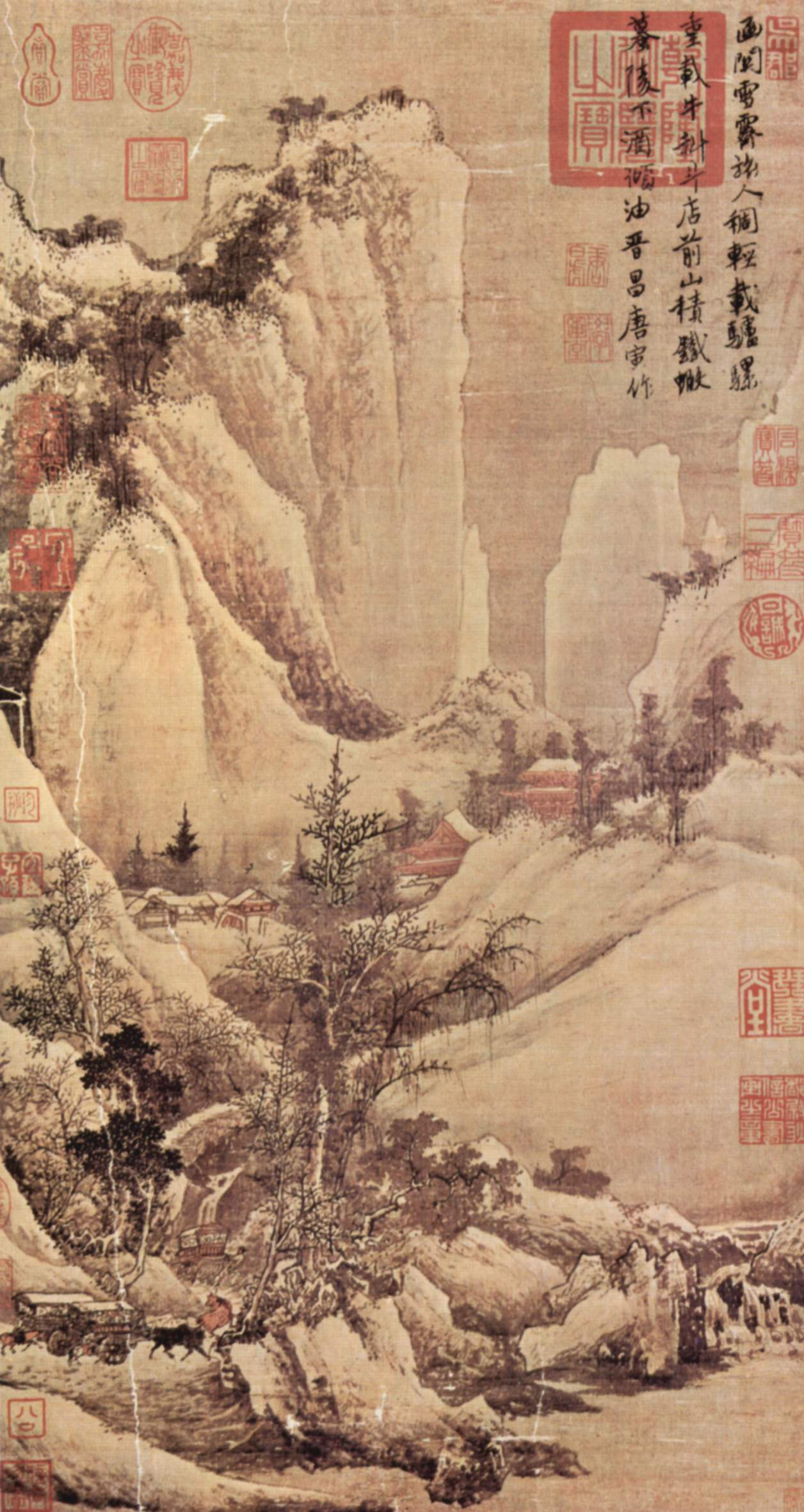
Clearing after Snow on a Mountain Pass by Tang Yin (1470-1524)

Tang Yin, (1470—1524), var en kinesisk målare. Tang var verksam i Suzhou och jämnårig med Wen Zhengming men tillhörde icke dennes krets av bildade karaktärer. Hans död vid 54 års ålder ansågs bero på hans utsvävande levnadssätt. Tang tillhörde tidens finaste målare och sysslade med landskap, figurer, blommor och djur. Han närmade sig icke någon viss skola utan rörde sig med stor frihet med olika stilmedel, och det är svårt att följa en bestämd linje i hans konst. Hans uppfattning förfinades med åren, vilket kanske icke minst berodde på hans inträngande i Chanbuddismen. Tangs berömmelse, i synnerhet i Japan, grundar sig på hans bilder av sköna kvinnor. Till hans namn knytas även träsnittsalbum från omkring 1600, vilka har en betydande plats i det östasiatiska träsnittets historia.